# Allektus

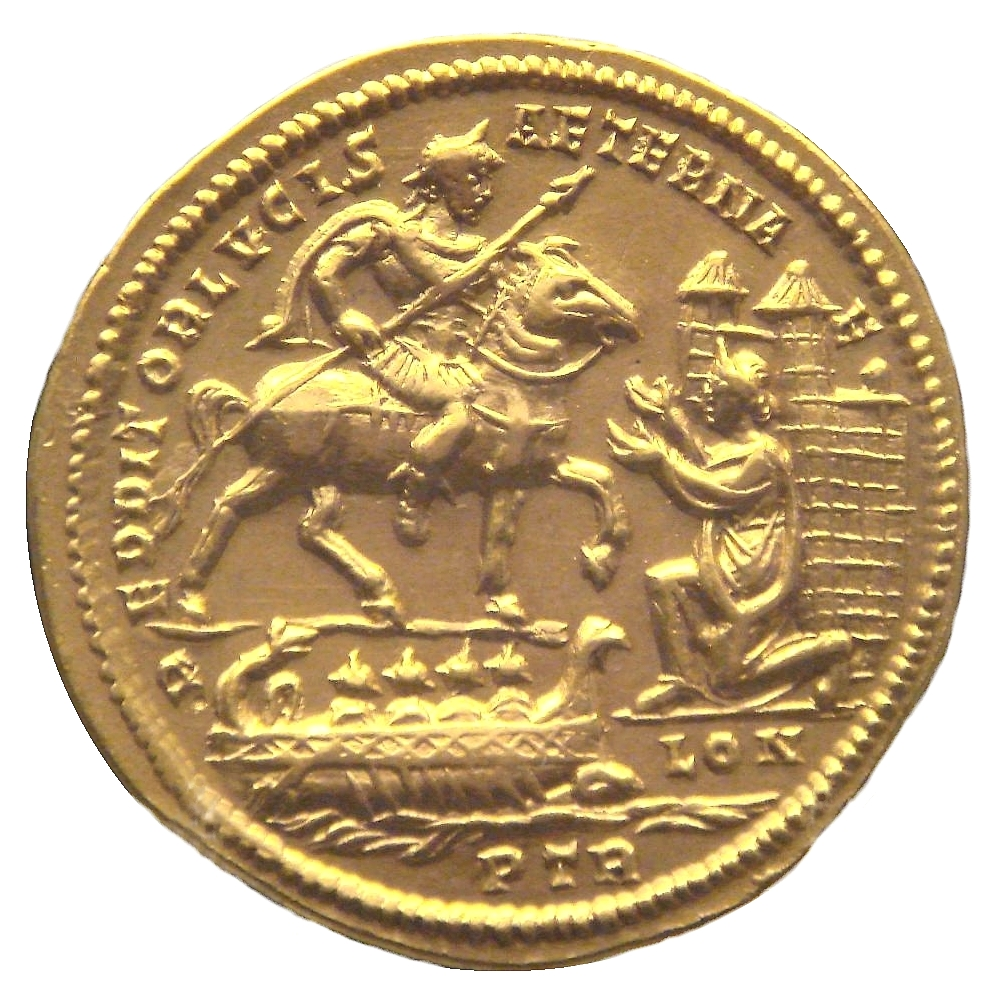
Wybity w Trewirze złoty medal Konstancjusza upamiętniający zdobycie Londynu po pokonaniu Allektusa

Allektus, Allectus (? – 296) – samozwańczy cesarz rzymski w Brytanii w latach 293–296.
Współdziałał z uzurpatorem Karauzjuszem jako jego minister finansów (rationalis summae rei). Konstancjusz Chlorus, który został 1 marca 293 cezarem, wyruszył z zadaniem odzyskania Brytanii spod władzy uzurpatora rządzącego wyspą od siedmiu lat. Kampanię rozpoczął od zablokowania Gesoriacum stanowiącego bazę dla floty Karauzjusza w Galii. Utrata miasta, które wkrótce skapitulowało, prawdopodobnie wywołała w Brytanii bunt Allektusa przeciwko Karauzjuszowi.
Po zamordowaniu poprzednika Allektus utrzymał się przy władzy trzy lata. W 296 Konstancjusz Chlorus dokonał inwazji stając na czele floty, która wypłynęła z Gesoriacum. Druga flota wypłynęła z ujścia Sekwany pod dowództwem prefekta pretorianów Asklepiodotosa. Konstancjusz dotarł Tamizą do Londinium, a Asklepiodotos po wylądowaniu w Brytanii pokonał złożone z najemników frankijskich wojska Allektusa, przypuszczalnie pod Calleva Atrebatum. Dzięki szybkim działaniom Konstancjusza mieszkańcy Londinium uniknęli złupienia miasta przez rozbite wojska pokonanego.
Dla uczczenia zwycięstwa nad Allektusem i odzyskania Brytanii Konstancjusz wybił złoty medal, odkryty w Beaurains niedaleko Arras. Na rewersie przedstawiono konnego cesarza z włócznią, okręt, mury miejskie i klęczącą kobietę z umieszczonym poniżej LON (Londinium); w legendzie: REDDITOR LVCIS AETERNAE („odnowiciel wiecznej chwały”), w odcinku PTR (Prima [officina] Treveri).